# Edvard Munch
Pour les articles homonymes, voir Munch.
 (octobre 2022).
Edvard Munch, prononcé [muŋk] , né le 12 décembre 1863 à Ådalsbruk (Løten en Norvège) et mort le 23 janvier 1944 à Oslo, est un peintre et graveur expressionniste norvégien.
Edvard Munch peut, a posteriori, être considéré après l'exposition berlinoise de 1892, comme le pionnier de l'expressionnisme dans la peinture moderne. Il est très tôt réputé pour son appartenance à une nouvelle époque artistique en Allemagne et en Europe centrale. L'importance de son œuvre est aujourd'hui reconnue en Europe et dans le monde.
Les œuvres de Munch les plus connues sont celles conçues au début des années 1890, notamment Le Cri. Son œuvre ne connaît véritablement le succès dans les pays nordiques qu'à partir de 1909, grâce à la grande exposition rétrospective organisée par son ami Jappe Nilssen et par Jens Thiis, directeur de la galerie nationale d'Oslo. Le peintre absent est momentanément convalescent dans une clinique privée de Copenhague, après y être entré en état de dépression nerveuse, victime de troubles graves du comportement, physiques et nerveux, en 1908.
Ses techniques de prédilection sont essentiellement la peinture et la tempera sur carton. Il est aussi un pionnier de l'art accessible à tous, un art dévoilé, montré et non caché, dans les rues et les espaces publics, dans les divers lieux de nature.
Edvard Munch a toujours été captivé par les paysages de rivage du fjord d'Oslo, qu'il a découverts dans sa jeunesse par des chemins de terre, puis jeune artiste depuis la mer grâce à Hans Jaeger, capitaine affréteur de petits navires d'excursion et de cabotage de loisir. Quelques-unes de ses contrées sont devenues des lieux emblématiques de sa vie.

## Biographie

### Jeunesse

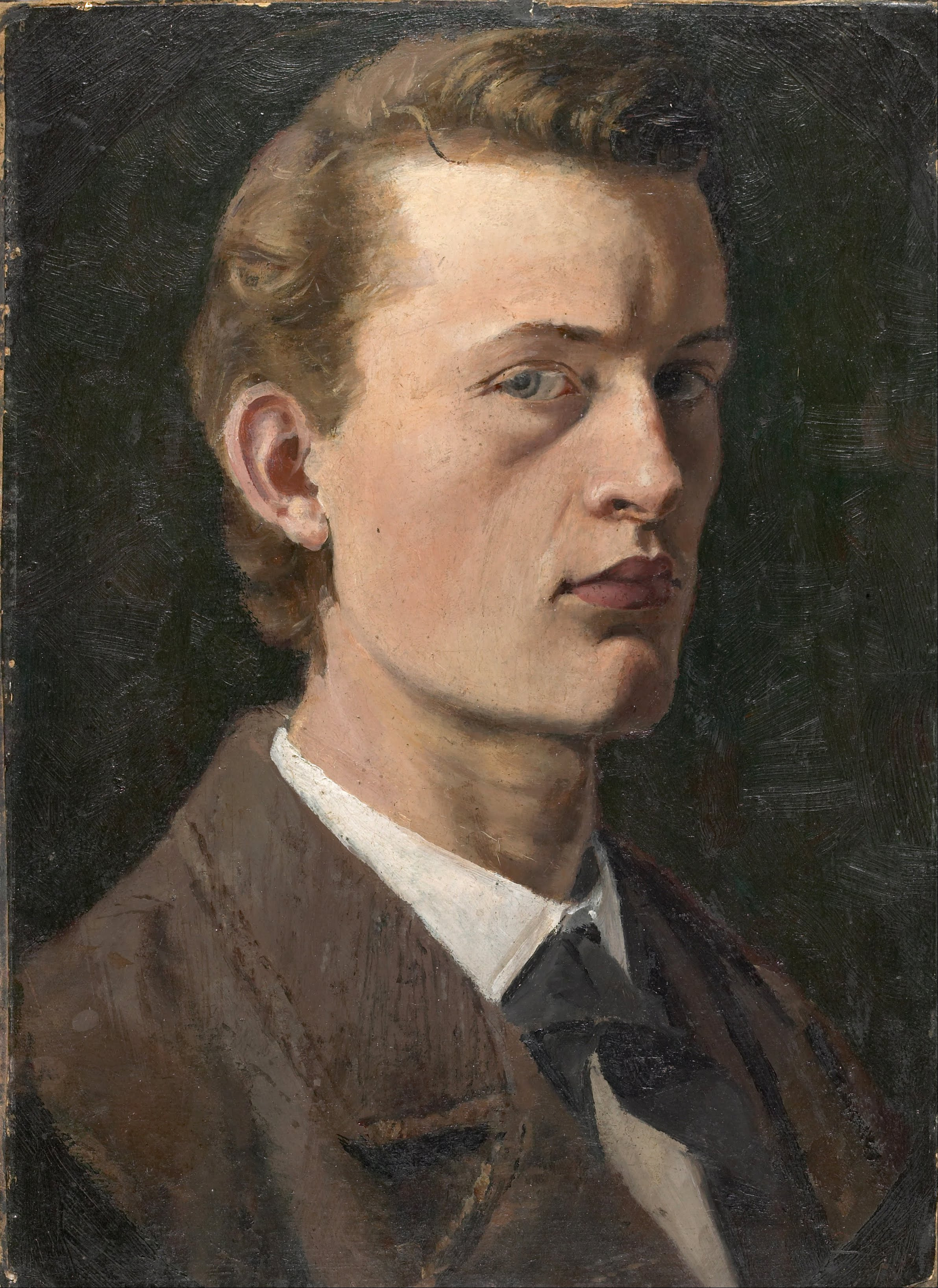
Autoportrait, 1882, Musée Munch.

Edvard Munch naît, dans un corps chétif, le 12 décembre 1863 à Løten. Il n'est pas baptisé à la cathédrale Saint-Paul, mais à la maison car sa famille craint un refroidissement. Il grandit dans diverses localités aux mœurs disparates, mais assez proches de la capitale norvégienne, Kristiana. Son père, Christian Munch (1817-1889), est un médecin militaire aux revenus assez modestes, il est pourtant issu d'une famille bourgeoise, prestigieuse et puritaine, qui compte de grands historiens, artistes et fonctionnaires. Le frère du père est l'historien Peter Andreas Munch, le premier Norvégien qui a eu accès aux archives secrètes du Vatican. Une stèle commémorative romaine, inaugurée par Henrik Ibsen et une délégation norvégienne, a été dressée après sa disparition en 1863.
Edvard porte le prénom du grand-père de la lignée Munch.
Son père, Christian, doit constamment déménager pour accomplir méticuleusement sa fonction, suivi par sa famille.
Sa jeune épouse, de vingt ans sa cadette, Laura Cathrine Bjølstad, est la fille d'une famille paysanne de riches agriculteurs, mais marquée par les stigmates de la tuberculose. Elle est attirée par la peinture et initie sa fille aînée, Johanne-Sophie, de tempérament plus calme que Edvard, le garçon turbulent, cadet d'une année. Éprouvée par cinq grossesses successives, elle meurt de la tuberculose. Son départ laisse la famille dans le désarroi, un mari veuf âgé de 50 ans, profondément religieux, parfois mystique et tourmenté, la fille aînée Sophie de 6 ans, Edvard qui n'a que 5 ans, le petit Peter Andreas de 3 ans, les bébés Laura Cathrine de 1 an et Inger, qui vient de naître.

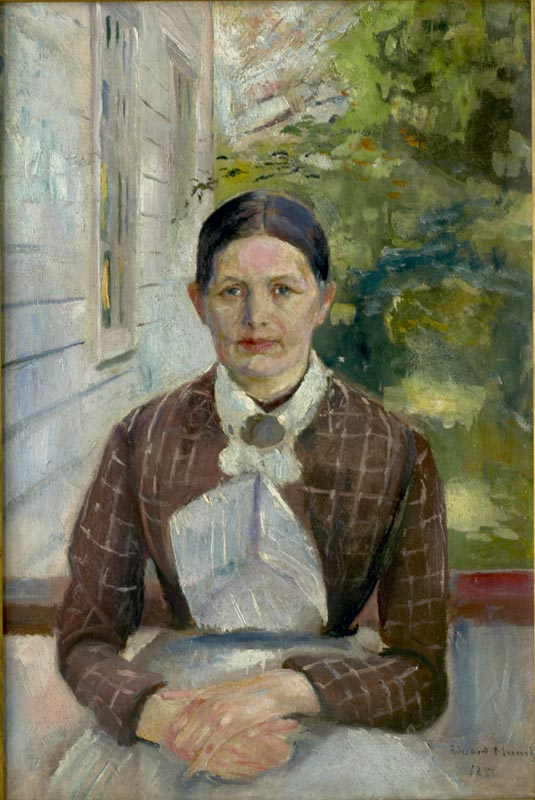
Karen Marie Bjølstad, 1888, Musée Munch.

Mais la sœur cadette de l'épouse morte, Karen Marie Bjølstad, qui n'a pas de dot conséquente et veut sortir de sa condition paysanne, s'empresse de reprendre le rôle maternel. Elle a le même tempérament artiste que la défunte mère. Et les plus grands enfants qui habitent à cette époque 30, rue Pilestradet dans la banlieue périphérique de Kristiana, reprennent leurs collages de papier, agrémentés de mousses et de feuilles, collectés lors de longues promenades vivifiantes.
La famille continue à vivre dans différentes banlieues, parfois ouvrières, parfois plus bourgeoises, parfois encore paysannes et misérables.

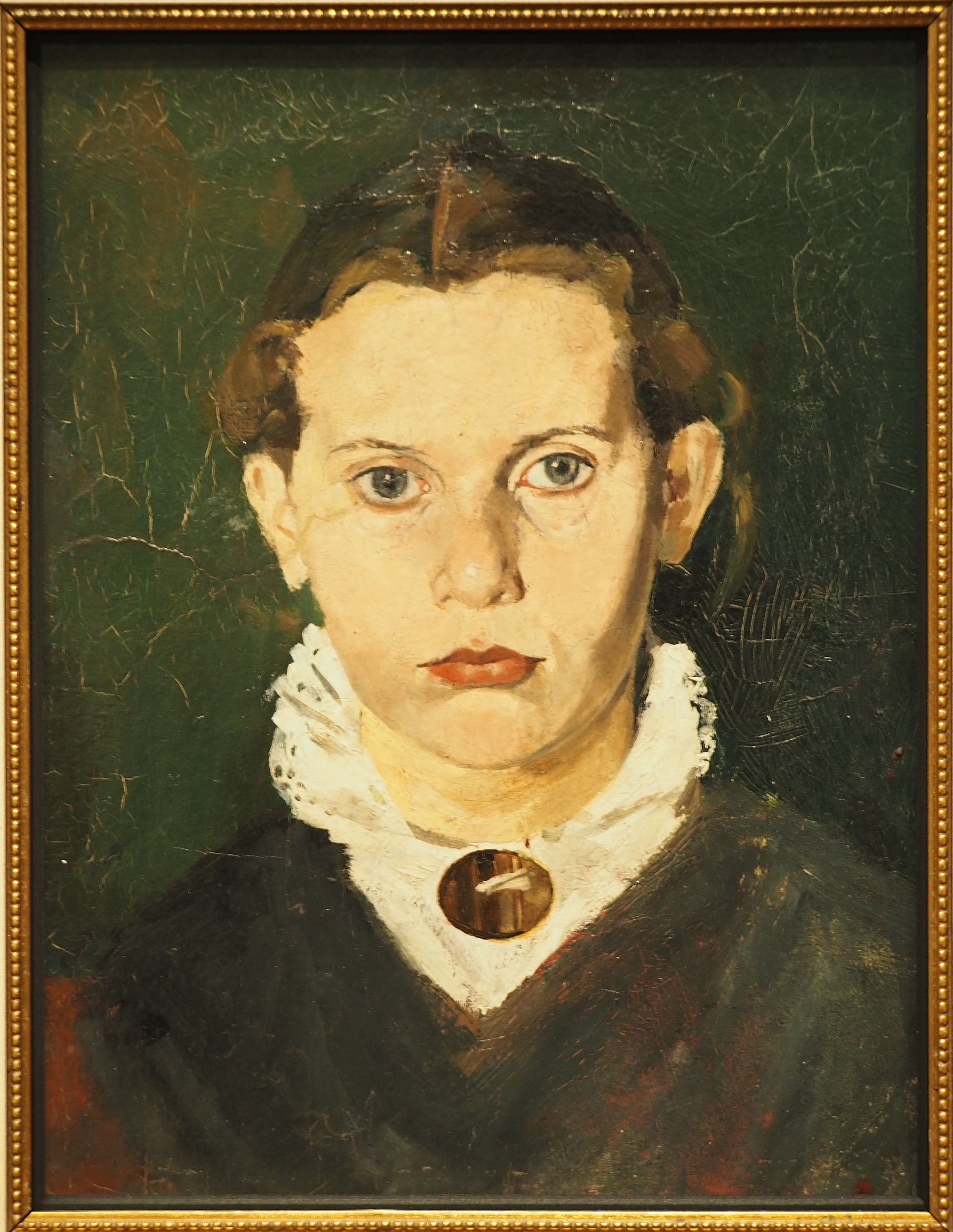
Soeur d'Edvard Munch, Laura Munch, 1882, Musée Munch.

Edvard poursuit ses études secondaires à l'école de la cathédrale de Christiania. Il est toujours de santé fragile et de faible constitution, accablé de bronchites chroniques et de poussées fiévreuses durant son enfance, mais c'est sa sœur aînée Johanne Sophie (1861-1877) qui est la victime suivante en 1877 de la phtisie (une des formes de la tuberculose). Celle qui était la jeune artiste de la famille décède à 15 ans dans le fauteuil d'osier que gardera la famille, puis Edvard jusqu'à sa mort. Une plus jeune sœur, Laura Cathrine, est rapidement diagnostiquée comme souffrant de « mélancolie » (aujourd'hui dépression grave). Laura Cathrine (1866-1926) est internée à l'asile à vingt ans à cause de profondes névroses et y demeure sa vie durant. Des cinq enfants, seul son frère Andreas (1865-1895) devenu médecin, se marie, mais il meurt brusquement d'une pneumonie quelques mois après son mariage. Munch revient le plus souvent aux impressions de maladie, de mort et de tristesse. Inger (1868-1952) immortalisée dans ses jeunes années dans le tableau Ma sœur Inger exposé avec succès en 1885 à l'exposition universelle d'Anvers reste, comme Edvard, célibataire toute sa vie.
Le 8 novembre 1880, Munch écrit dans son journal : « Ma décision est arrêtée, je serai peintre. » Il a alors seize ans.
Mais son père, patriarche autoritaire, le contraint à des études techniques d'ingénierie, tout en le laissant s'adonner à ce qu'il considère seulement comme un passe-temps. Il l'inscrit d'office à l'école technique de Christiana.
L'Enfant malade est une toile de jeunesse de Munch, réalisée dans la maison au no 1 de Schouss Plass, dans la banlieue ouvrière de Grünerløkka. Celle qui incarne la figure maternelle est la tante Karen-Marie Bjølstad (1839-1931). Une première brouille surviendra entre le neveu et la tante au fort caractère, lorsque le premier artiste griffe violemment la toile. Une seconde séparation beaucoup plus durable sur le plan affectif se place entre 1902 et surtout 1910, lorsque l'artiste commence à revenir plus fréquemment en Norvège, sa tante lui reprochant sa vie dissolue. Au point que l'artiste âgé n'assista aux obsèques de la tante, qui l'avait éduqué et élevé, qu'à courte distance de l'église et du cimetière, ne pouvant pas sortir de sa voiture.

### Réalisme

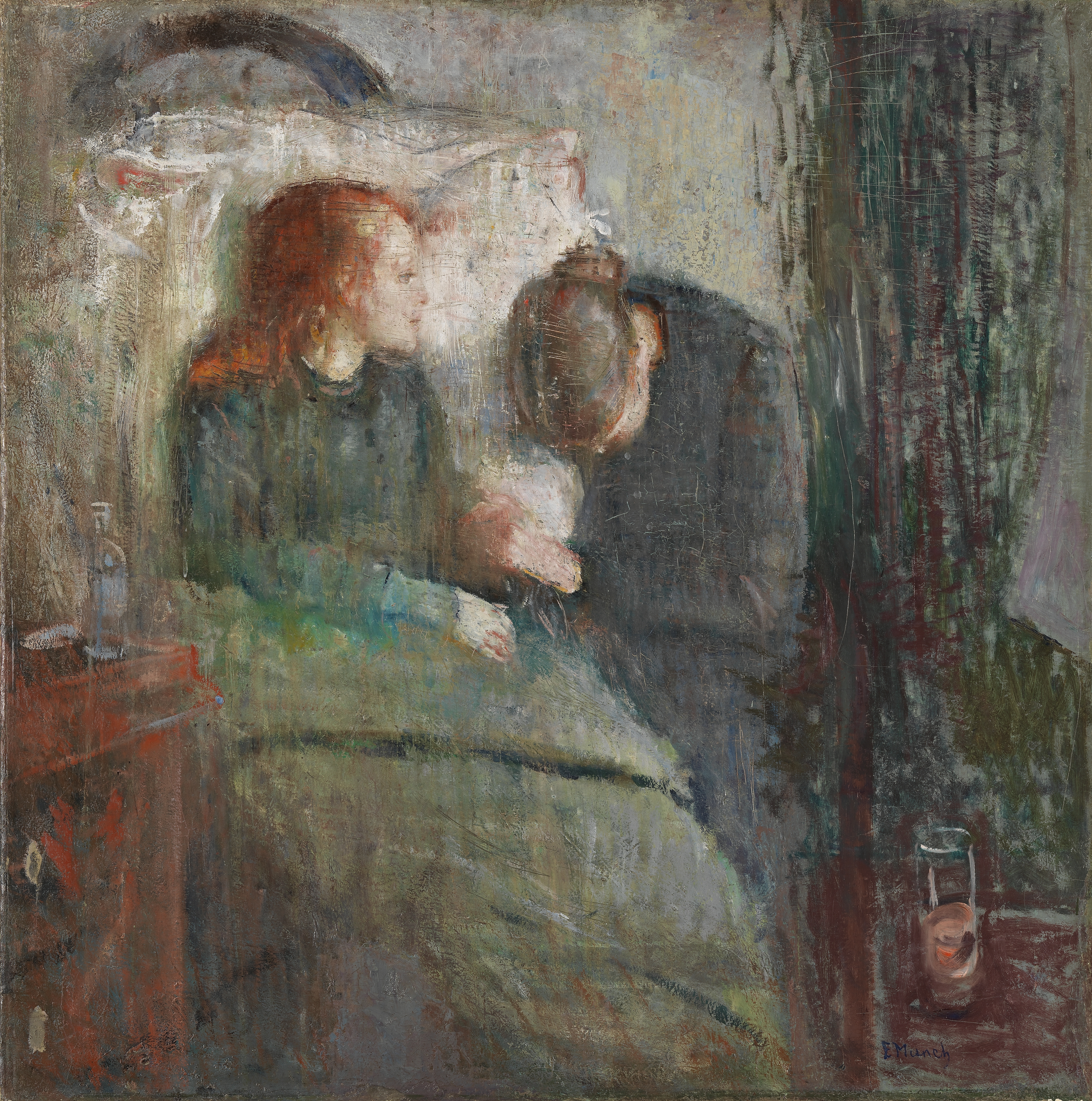
L'Enfant malade, 1885-1886.

Munch étudie deux années à l'école technique avant de se consacrer très sérieusement à l'art. Désertant les mathématiques, malgré les colères et exhortations de son père consterné, il étudie les anciens maîtres, s'associe à un petit groupe d'étudiants en peinture désargentés qui louent un modeste atelier proche de la rue Karl Johann, suit le cours de dessin de nu à l'école royale de dessin et obtient pendant un temps la correction du plus grand naturaliste norvégien de l'époque, Christian Krohg. Ses premières œuvres sont imprégnées du réalisme français et, rapidement, il se révèle comme un grand talent. Christian Krohg et ses amis, Erik Werenskiold et Frits Thaulow, pressentant un probable grand artiste, parviennent à lui faire octroyer une première bourse d'études par le ministère. En 1885, Munch est admis à l'école royale de design.
En 1885, Munch effectue un court séjour à Paris. Cette même année, il commence son travail sur un tableau décisif, L'Enfant malade. Pour Munch, il s'agit de sa sœur aînée Sophie qu'il nomme également Berta et Maja, dans des délires fiévreux. Il travaille longtemps sur ce tableau, à la recherche d'une « première impression » et d'une expression picturale satisfaisante pour transcrire une expérience personnelle douloureuse. Il renonce à l'espace et à la forme plastique et opte pour une composition rappelant une icône. Il dira : « Avec L'Enfant malade, je me suis ouvert un nouveau chemin, une brèche a été percée dans mon art. La plupart de mes œuvres ultérieures doivent leur existence à ce tableau. » La surface du tableau montre les signes d'un processus créatif difficile. La critique est très négative.
Durant un séjour en 1889, il apprend par hasard à Paris dans un journal norvégien la mort de son père. Il se souvient alors que celui-ci, requis par un patient, avait finalement réussi à se libérer pour lui crier son nom et lui adresser par geste un ultime salut, un père minuscule et au crane chauve s'éloignant sur le quai tel qu'il le vit depuis le haut pont du navire.
Les œuvres principales des années suivantes sont moins provocantes par leur forme. Inger à la plage, en 1889, montre l'aptitude de Munch à la représentation d'atmosphère lyrique, dans la même veine que le néoromantisme de l'époque. Il peint ce tableau à Åsgårdstrand, une petite ville du littoral des alentours de Horten. Le littoral très sinueux, caractéristique de cette région, se retrouve comme leitmotiv significatif dans de nombreuses compositions de Munch.

### Christiania-Bohème
En 1889, il peint notamment le portrait de l'auteur norvégien du roman Scènes de la Bohème de Kristiania, son ami Hans Jæger. La fréquentation dans la seconde moitié des années 1880 de Jæger et de son cercle d'anarchistes radicaux (la Bohème de Christiania) marque un tournant décisif dans la vie de Munch, et est la source d'une mutation et d'un conflit interne. C'est à cette époque que commence sa vaste production biographique littéraire, qu'il reprendra à plusieurs moments de son existence. Ces premiers dessins fonctionnent comme des « consultations » des différentes motivations centrales des années 1890. En accord avec les idées de Jæger, il veut retranscrire par une capture la plus proche et la plus fidèle possible les affres et les ennuis de la vie moderne : il veut « peindre sa propre vie ».

### France

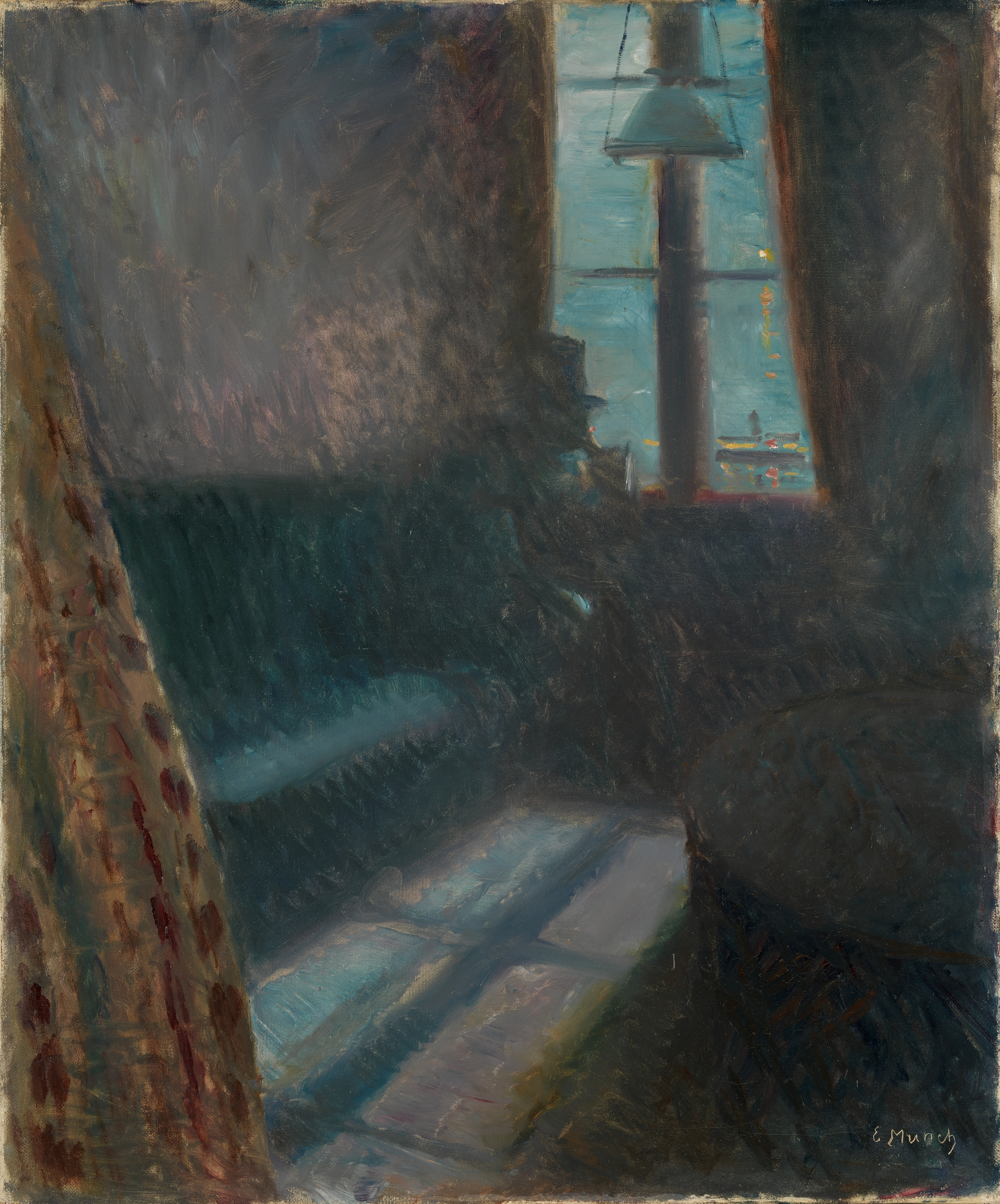
Nuit à Saint-Cloud (1890).

Lors de son premier séjour à Paris, en 1885, Edvard Munch a l’occasion d’étudier les collections du Musée du Louvre et ainsi, de voir les œuvres des grands maîtres. C’est aussi durant ce voyage qu’il se rend au Salon, où les créations de ses contemporains sont exposées. Il explore ainsi la scène artistique de son époque. Il découvre également l'héritage artistique classique. 

À l'automne 1889, Munch a droit à une grande exposition de ses œuvres à Christiana, où l'État lui accorde une bourse d'artiste pour trois ans. Paris, où il devient pour un moment l'élève de Léon Bonnat, est une destination logique. Mais l'impulsion la plus importante, il la ressent en s'orientant dans la vie artistique de la ville. C'est à cette époque que perce un mouvement post-impressionniste avec plusieurs expériences anti-naturalistes. Cela a pour effet de libérer Munch. 

« L'appareil photo ne peut pas concurrencer le pinceau et la palette, écrit-il, tant que l'on ne peut pas l'utiliser au Paradis ou en Enfer. »

Peu après son arrivée à Paris, Munch reçoit la nouvelle de la mort de son père. C'est dans ce contexte que l'on interprète souvent la solitude et la mélancolie de son tableau, Nuit (1890). L'intérieur sombre avec la seule figure à la fenêtre est totalement dominée par les tons bleus, une peinture « ton sur ton » qui rappelle les accords de couleurs nocturnes de James McNeill Whistler. Cette œuvre moderne et unique est aussi une expression de la « décadence » des dernières années du XIXe siècle.
Lors de son exposition de l'automne 1891 à Christiana, Munch montre entre autres de la mélancolie. Dans ses tableaux dominent les grandes lignes courbes et les zones de couleurs homogènes, une simplification et une stylisation utilisée par Paul Gauguin et les synthétistes français. « Symbolisme — la nature a été formée dans une ambiance morale », écrit Munch.
À cette époque, il réalise les premières esquisses de son œuvre la plus connue, Le Cri. Il peint également une série de tableaux dans un style impressionniste et pointilliste, avec pour sujets la Seine ou l'avenue centrale de Christiana, Karl Johans gate. Mais ce qui intéresse surtout Munch, ce sont les impressions de l'âme et non celles des yeux.

### Allemagne

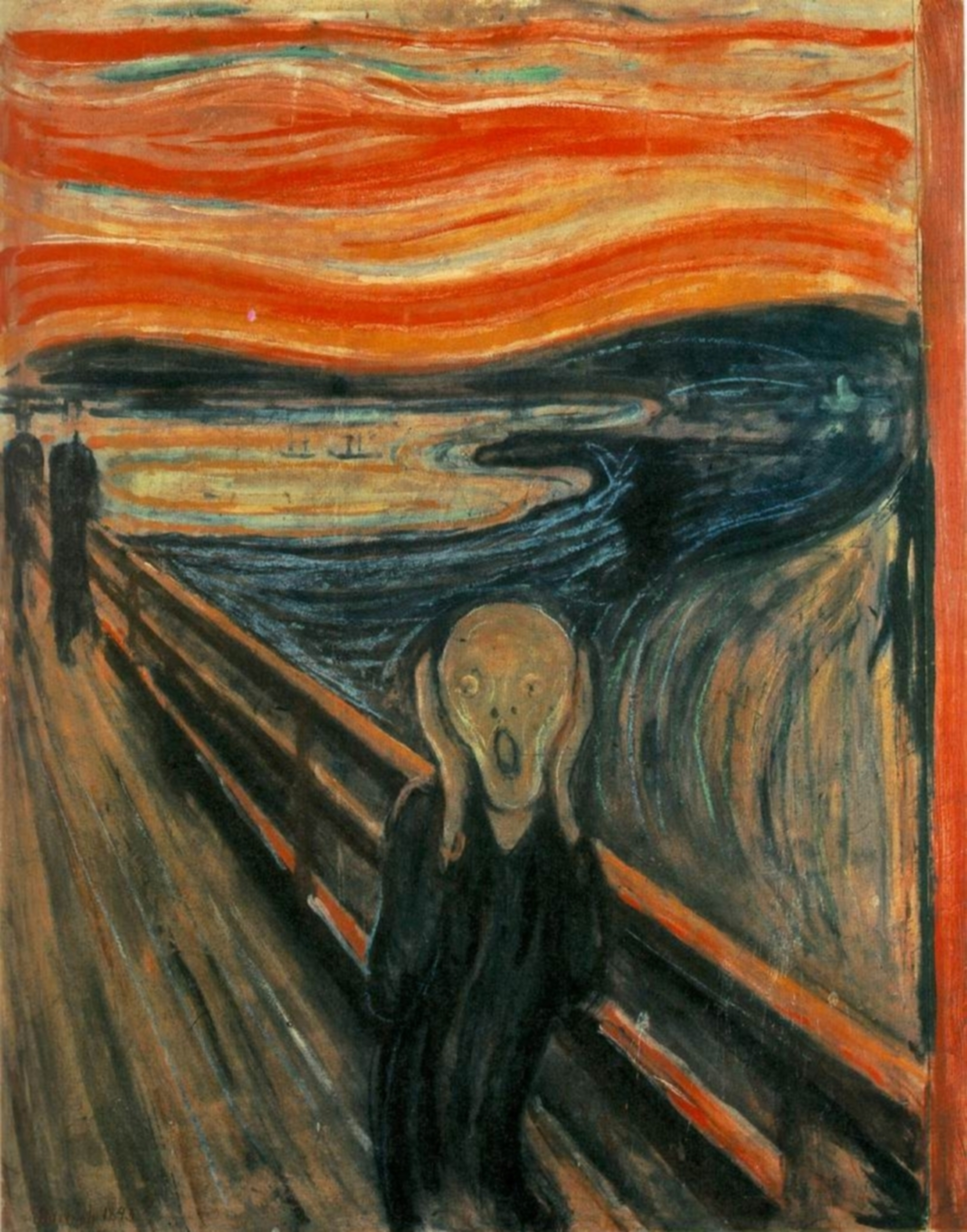
Le Cri (1893).

À l'automne 1892, Munch présente les fruits de son séjour français. À la suite de cette exposition, il est invité par l'Union artistique berlinoise (Berliner Kunstverein), où ces mêmes œuvres doivent être exposées à l'Architektenhaus. Mais cela finit par un cauchemardesque succès de scandale. Le public et les vieux peintres accueillent Munch comme une provocation anarchiste, et l'exposition est fermée à cause de ces protestations.
Munch s'est ainsi fait un nom à Berlin lorsqu'il se décide à y rester. Il entre dans un cercle de littérateurs, artistes et intellectuels où les Scandinaves sont fortement représentés. On y retrouve, entre autres, le dramaturge suédois August Strindberg, le sculpteur norvégien Gustav Vigeland, le poète polonais Stanisław Przybyszewski, l'écrivain danois Holger Drachmann et l'historien de l'art allemand Julius Meier-Graefe. On y discute de la philosophie de Nietzsche ainsi que d'occultisme, de psychologie et des côtés sombres de la sexualité.
En décembre 1893, Munch expose sur l'avenue Unter den Linden. Il présente entre autres six peintures sous le titre Étude en une série. L'Amour. Cela marque le début de ce qui deviendra le cycle La Frise de la Vie (Lebensfries), « un poème sur la Vie, l'Amour, la Mort ». On y retrouve des motifs saturés d'ambiance (stimmungsgesättigt), comme La Tempête, Clair de lune et Nuit étoilée, où l'on peut sentir l'influence du Germano-Suisse Arnold Böcklin. D'autres motifs éclairent le côté nocturne de l'amour, comme Rose et Amélie et L'Amour et la Douleur.
Plusieurs tableaux ont la mort comme thème, et le plus marquant est La Mort dans la chambre de la malade. Dans cette composition se remarquent notamment les dettes de Munch envers les synthétistes et les symbolistes français. Avec ses couleurs crues et blafardes, le tableau montre une scène figée, comparable au tableau final d'une pièce d'Ibsen. La scène rappelle la mort de sa sœur Sophie, et toute la famille est représentée. La mourante, assise dans un fauteuil, est représentée de dos, mais attire le regard sur le personnage qui représente Munch lui-même.
L'année suivante, la frise continue avec des tableaux comme La Peur, Cendres, Madone, Sphinx ou Les Trois Âges de la femme, un tableau monumental totalement dans l'esprit du symbolisme. En commun avec Meier-Graefe, entre autres, Przybyszewski réalise en 1894 la première publication sur l'œuvre de Munch. Il la décrit comme « réalisme psychique ».

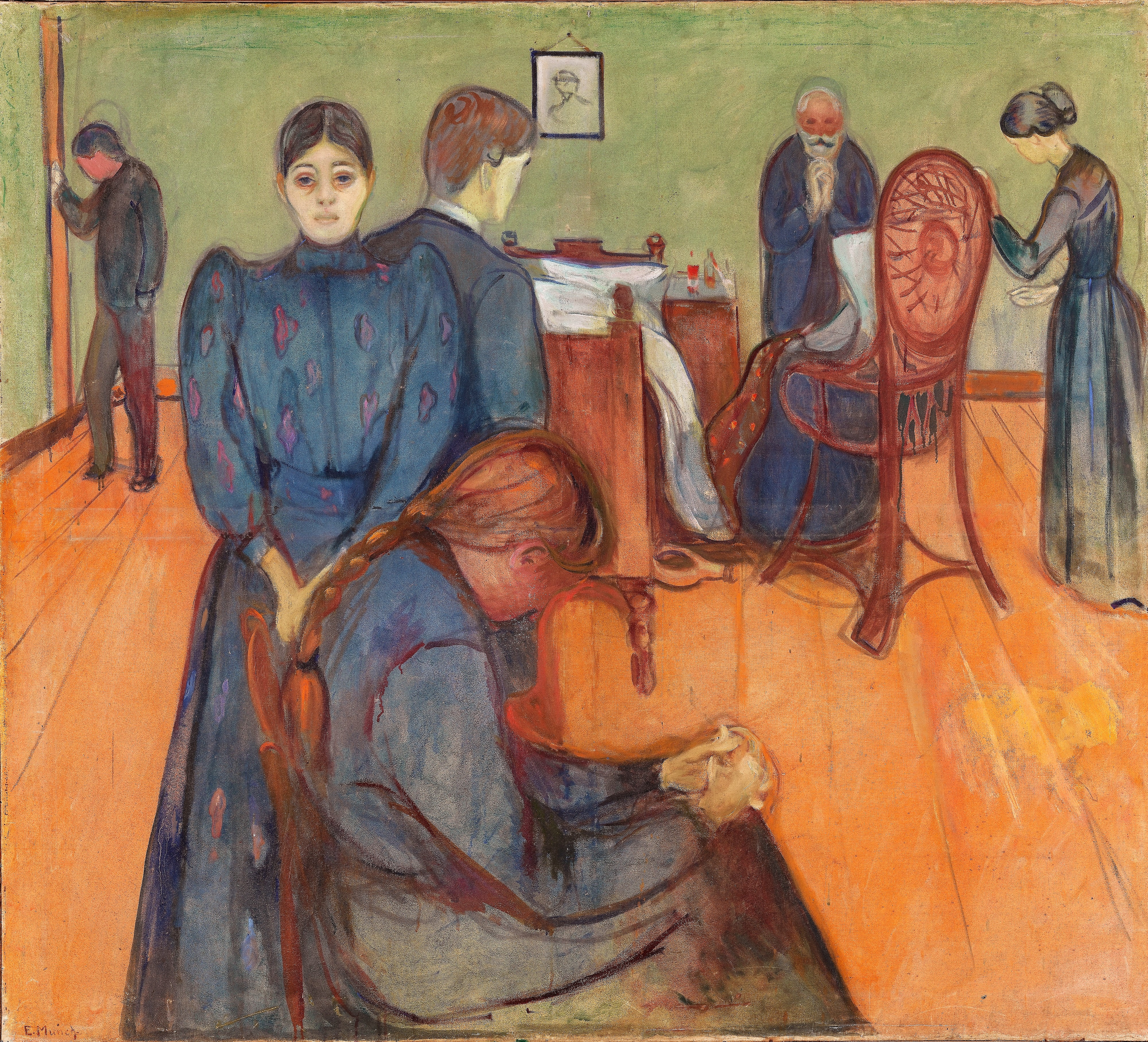
La Mort dans la chambre de la malade (1893).
L'Amour et la Douleur (1893).
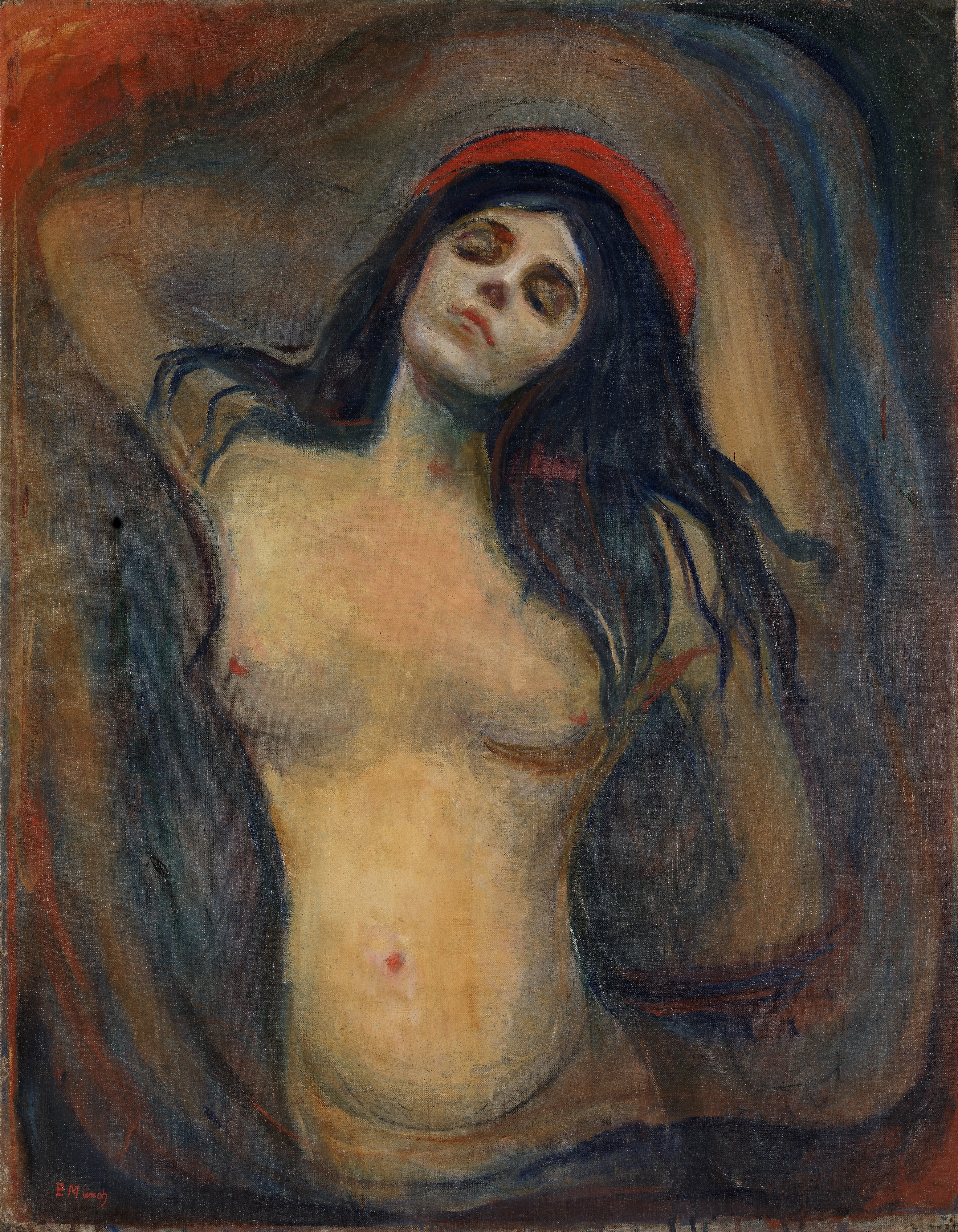
La Madone (1894).
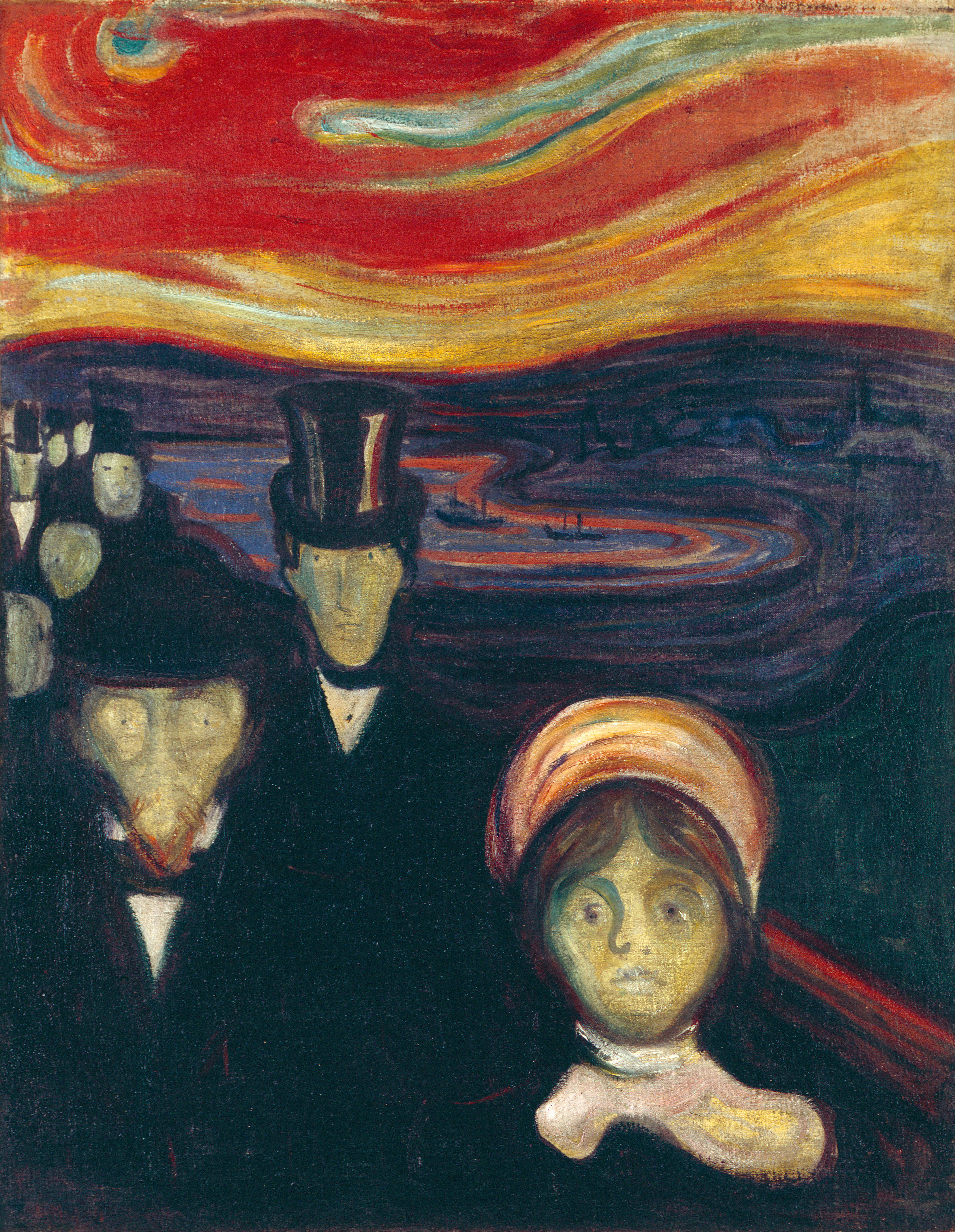
Anxiété (1894), œuvre ayant des similitudes avec Le Cri.

### Retour en France
En 1896, Munch abandonne Berlin pour Paris, où séjournent notamment August Strindberg et Meier-Graefe. Il se concentre de plus en plus sur les moyens graphiques, aux dépens de la peinture. À Berlin, il avait commencé avec la gravure à l'eau-forte et la lithographie ; il réalise maintenant en collaboration avec le célèbre imprimeur, Auguste Clot, des lithographies en couleurs et sa première gravure sur bois. Il prévoit aussi la production d'une frise sous le nom Le Miroir. Sa maîtrise souveraine des moyens graphiques et sa grande originalité artistique font qu'il est aujourd'hui reconnu comme un classique des arts graphiques.
Il réalise deux affiches de programmes pour deux pièces de Henrik Ibsen, Peer Gynt et John Gabriel Borkman, montés et joués au théâtre de l'Œuvre, tandis que l'illustration des Fleurs du mal de Baudelaire reste inachevée.
De retour en Norvège en 1898, il réalise les illustrations d'une édition spéciale du journal allemand Quickborn, avec des textes d'August Strindberg. Il achète une maison à Asgårdstrand. Il fait la connaissance de Tulla Larsen, avec laquelle il entreprend, en 1899, un grand voyage : Paris, Nice, Berlin, Florence et Rome. À Paris, il habite au no 32, rue de la Santé, dans le 14e arrondissement.

### Belle Époque

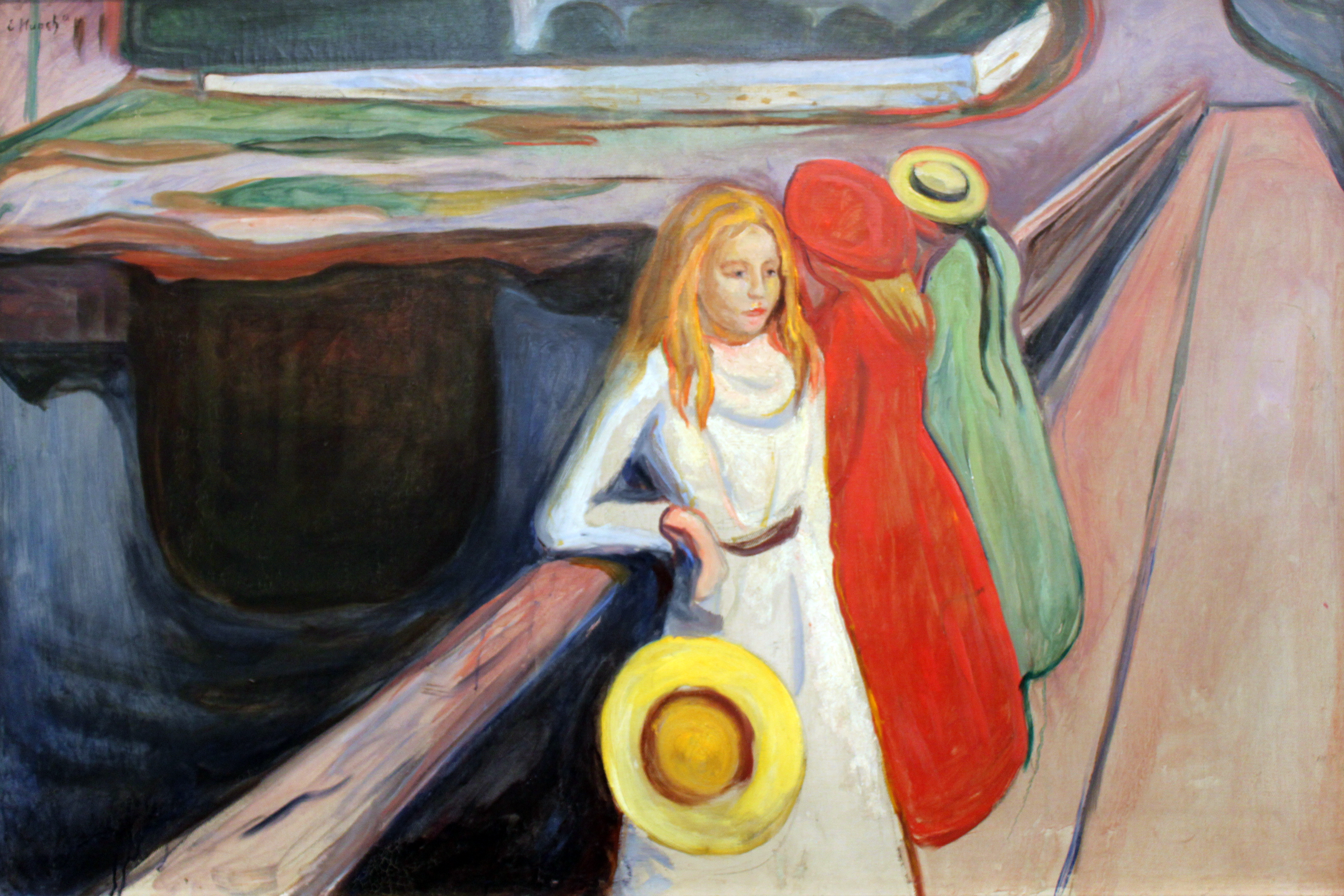
Les Filles sur le pont (1901).

À la Belle Époque, Munch essaie de finir sa frise. Il peint une série de nouveaux tableaux, certains dans des formats plus grands, partiellement empreints de l'esthétique du Jugendstil. Pour le grand tableau, Métabolisme (1898), il réalise un cadre en bois aux reliefs sculptés. Il reçoit d'abord le nom de Adam et Ève et occupe la place centrale du mythe du péché originel dans la philosophie pessimiste de l'amour de Munch. Des œuvres comme La Croix vide ou Golgotha (toutes deux de 1900) reflètent une orientation métaphysique de l'époque et sont également un écho de la jeunesse de Munch dans un milieu piétiste.
Une relation amoureuse épuisante à cette époque conforte Munch dans le fait de vivre l'art comme une vocation.
La Belle Époque est une phase ininterrompue d'expériences. Un style décoratif et vif se manifeste, influencé par l'art des nabis, notamment de Maurice Denis. Déjà en 1899, Munch peint La Danse de la vie, tableau qui peut être résumé comme une « monumentalisation » personnelle et audacieuse de ce style décoratif. Une série de paysages du fjord de Christiana, études délicates et décoratives de la nature, sont considérées comme le paroxysme du symbolisme nordique. Il peint Les Filles sur le pont, tableau classique chargé d'émotions, pendant l'été 1901 à Åsgårdstrand.

### Succès et crise

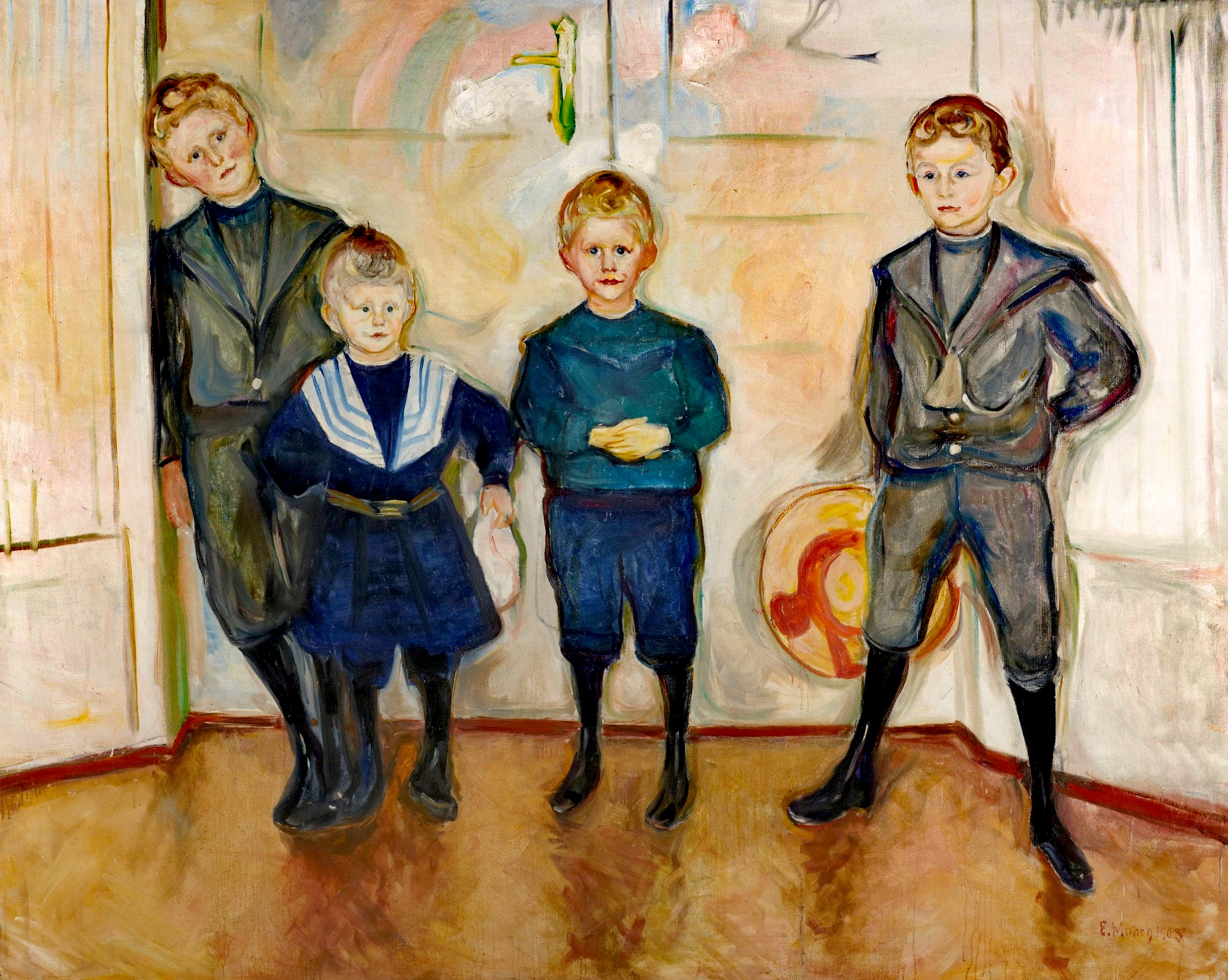
Les Quatre Fils du docteur Max Linde (1904).

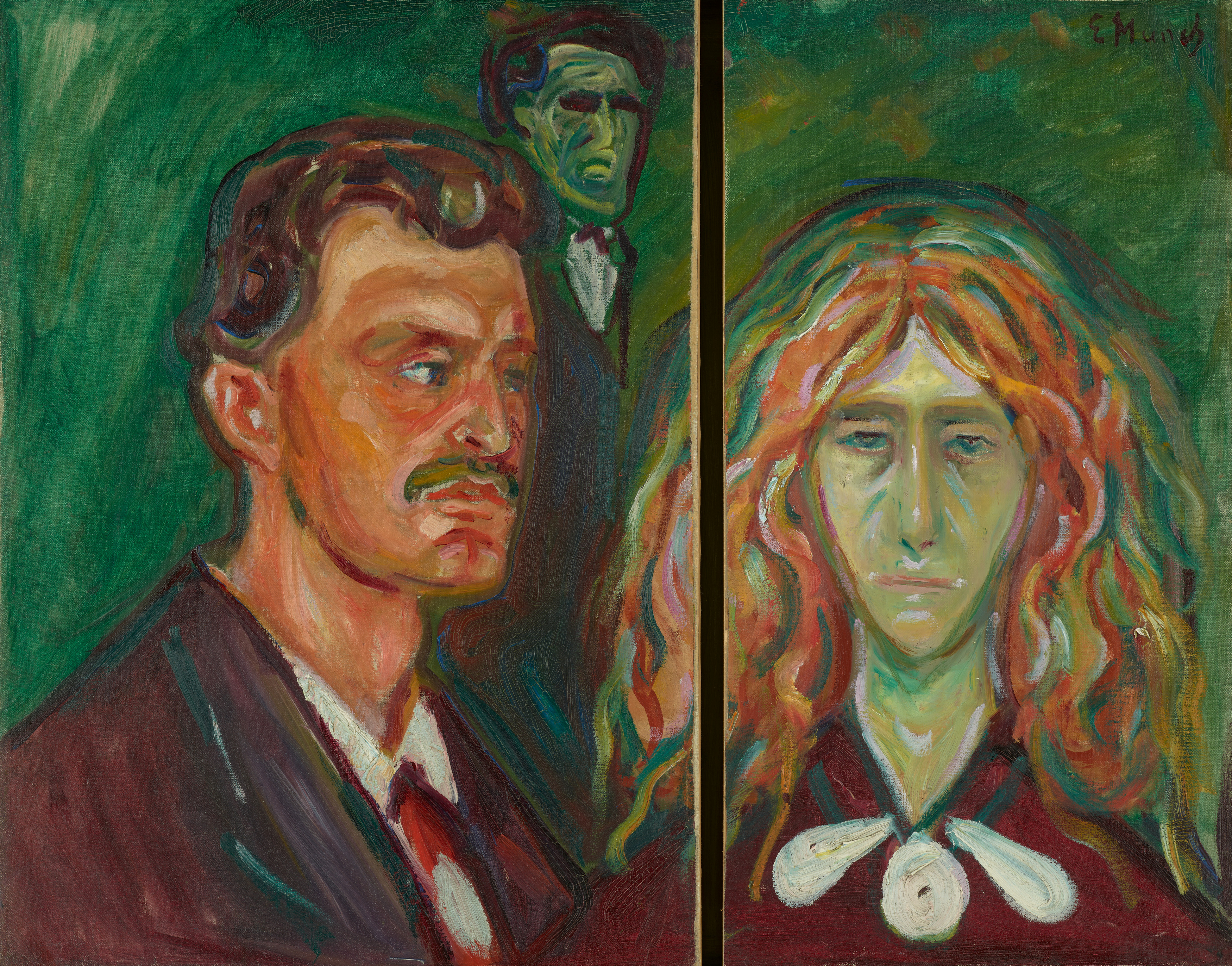
Portrait caricatural de Tulla Larsen, toile coupée en deux par Munch qui s'est représenté à côté de sa maîtresse.

Au début du XXe siècle, Munch était en position de construire une véritable carrière européenne. En 1902, il présente pour la première fois, à l'exposition de Sécession à Berlin, la frise dans son intégralité. Une exposition de Munch à Prague influence de nombreux artistes tchèques.
En 1902, il acquiert une maison jaune dans le modeste village de pêcheurs de Asgårdstrand. Il y vit maritalement avec une dame de la haute société, Tulla Larsen, au grand dam de sa tante. Il achète un premier appareil photographique de marque Kodak. Il expérimente avec avidité les diverses techniques adaptées à la reproduction graphique, des matériaux supports aux langages artistiques. Il fréquente depuis plusieurs années déjà le laboratoire d'Auguste Clot, où il a pu croiser Henri de Toulouse-Lautrec.
Mais sa vie personnelle n'est pas simple : dans la nuit du 11 au 12 septembre 1902, au cours d'une scène violente avec Tulla Larsen, il se retrouve blessé d'un coup de revolver à la main gauche. Sa maîtresse Tulla, par jeu érotique, a feint d'avoir succombé à une dose de morphine et s'est abandonnée étendue dans un cercueil entouré de bougies. L'émotion en face de cette vision submerge l'artiste instable, mais quand il redevient lucide, la mise en scène macabre et grossière le fait éclater en une violente colère. La dispute laisse place à un véritable combat armé entre les deux amants protagonistes.
Après un voyage en compagnie de Hans Jaeger, itinérance en Belgique entre casinos qui se révèle, à la suite d'excès d'alcool, de filles en fleur et de jeux, désastreuse pour ses propres finances, il part seul s'installer à Berlin dans un atelier sis au 82 de la Lutzowstraẞe.
Les portraits, souvent en pied, prennent une place de plus en plus importante dans son œuvre. Le portrait de groupe Les Quatre Fils du docteur Max Linde (1904) compte parmi les plus grands chefs-d'œuvre du portrait moderne. Pourtant en 1904, il quitte la maison du collectionneur et ophtalmologue, Max Linde à Lubeck, en mauvais termes avec ce dernier mécène fortuné. La cause de la dispute est la principale réalisation demandée : n'a-t-il pas décoré les murs de la chambre des quatre fils du docteur de peintures comportant d'étranges rencontres érotiques et suggestives, ruisselantes de femmes et de fleurs ?
En 1906, il fait les décors de la pièce Les Revenants de Max Reinhardt. Le tableau La Mort de Marat (1907) laisse apparaître la hantise de la mort de l'artiste, et ses réactions marquées par l'alcool, les drogues et la fatigue restent imprévisibles.
En 1908, après sa rupture avec Eva Mudocci, une violoniste anglaise, modèle du peintre Matisse, il se rend à Copenhague, mais il est désormais constamment alcoolisé. Souffrant de dépression nerveuse et d'hallucinations, il se laisse interner dans la clinique privée du docteur Jacobson. Il subit une électrothérapie énergique, avec des bains d'eau salée, d'acide carbonique et de lait. Il séjourne de plus en plus paisiblement pendant plus de six mois à Copenhague, retrouvant des activités apaisantes ; une photographie le montre en train de tricoter dans le jardin et sa chambre privée se transforme en atelier d'artistes. Il fait le portrait de son médecin, expérimente les techniques photographiques, tient ses carnets de créateur et rédige à nouveau son journal intime.
Fin 1908, il est nommé chevalier de l'ordre de Saint-Olaf, alors que se prépare une grande exposition d'une centaine de ses toiles à Kristiana. En 1909, la Nasjonalgalleriet qui a coorganisé l'exposition lui achète cinq œuvres majeures.
En 1912, à l'occasion de l'exposition internationale du Sonderbund à Cologne, une salle entière lui est consacrée.
De 1914 à début 1917, après plusieurs années de choix et de discussions avec les autorités norvégiennes qui l'avait présélectionné dès 1909, il conçoit d'abord dans son atelier en plein air, à Kragerø, et réalise seul les immenses peintures à l'huile qui ornent l'aula de l'université de Kristiana. La frise à base d'allégorie de disciplines et de paysages de nature est peinte in situ de 1916 au début 1917. Elle marque un des premiers visiteurs de marque, le compositeur Richard Strauss qui y donne deux concerts en mars 1917.
En 1916, Munch achète sa confortable maison et propriété d'Ekely à Skøyen, près d'Oslo. Il y mène une existence solitaire mais apaisée et honorée, et continue à peindre. Fortune faite, il ne cesse de multiplier des achats fonciers sur les terres à proximité des rivages du fjord d'Oslo. Soucieux de les protéger, il prend ainsi possession de ces paysages entre ville et campagne, marqueterie de forêts, prairies et rivages marins marqués par des amers ou rochers géants, terres d'entre-deux qu'il adore depuis son enfance. Ainsi, il déploie son activité créatrice à Hvitsten, Kragerø, Grimsrød, Alerud, Asgårdstrand ou Ekely. Il fait élever des palissades en bois et, en plein air, expose ses toiles et cartons. Il peint parfois au milieu d'un paysage de neige, entouré de toiles suspendues aux arbres ou accrochées aux parois de bois ou entassées dans une loge de terre… Tout se passe comme s'il voulait fixer l'art dans la nature et le lieu de vie des hommes et des bêtes.
En 1927, avec une caméra, il s'essaie à ses premiers courts-métrages.
Vers 1930, il a des problèmes oculaires (hémorragie du vitré) avec la vision de corps flottants importants qu'il a représentés dans certains de ses tableaux.
Dans les années 1930 et au début des années 1940, les nazis jugent son œuvre « art dégénéré » et retirent officiellement, en 1937, 82 tableaux de Munch exposés dans les musées allemands. Le peintre norvégien sera profondément remué par cette situation, lui qui était antifasciste mais considérait l'Allemagne comme sa seconde patrie.

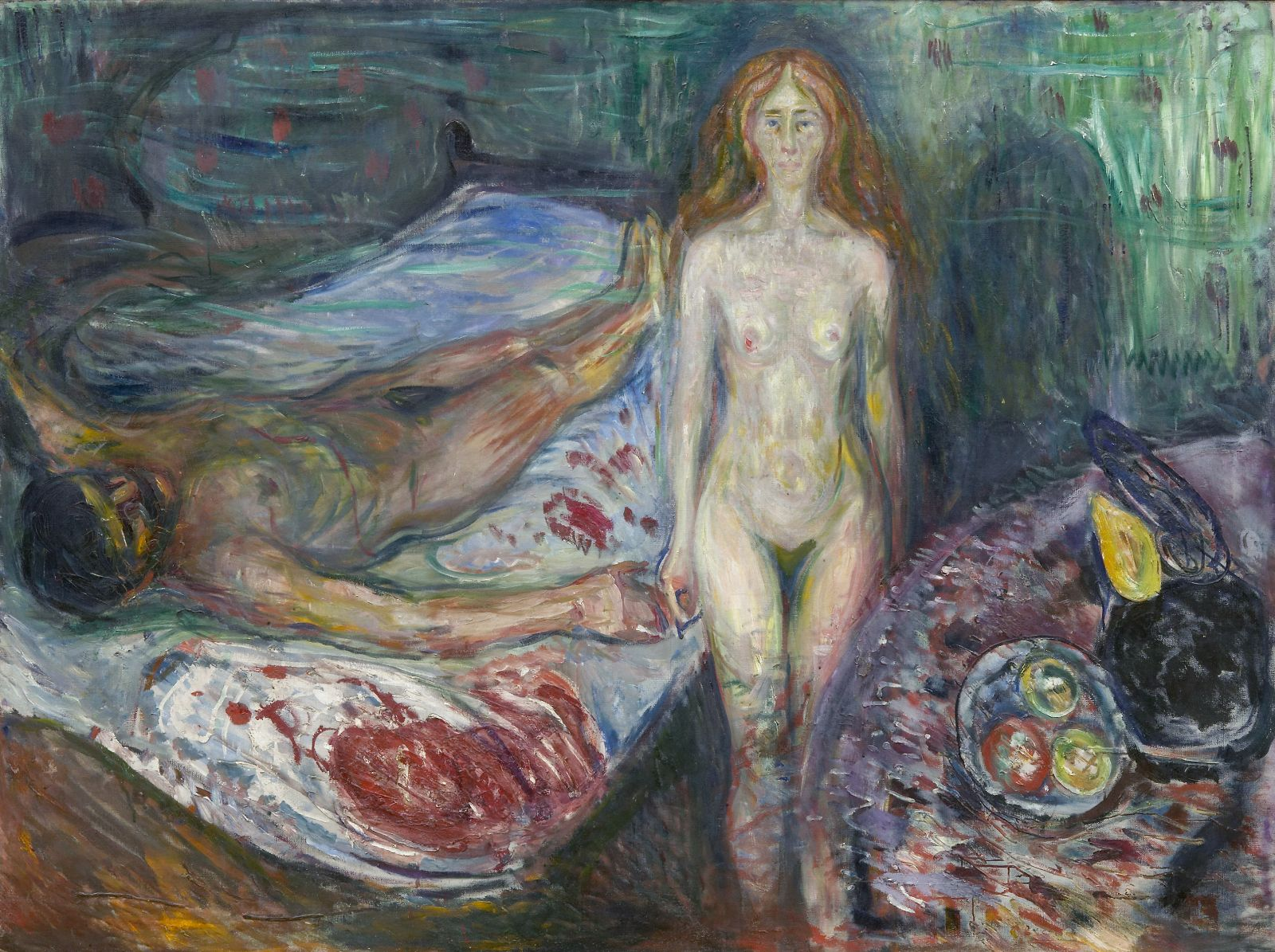
La Mort de Marat I (1907).
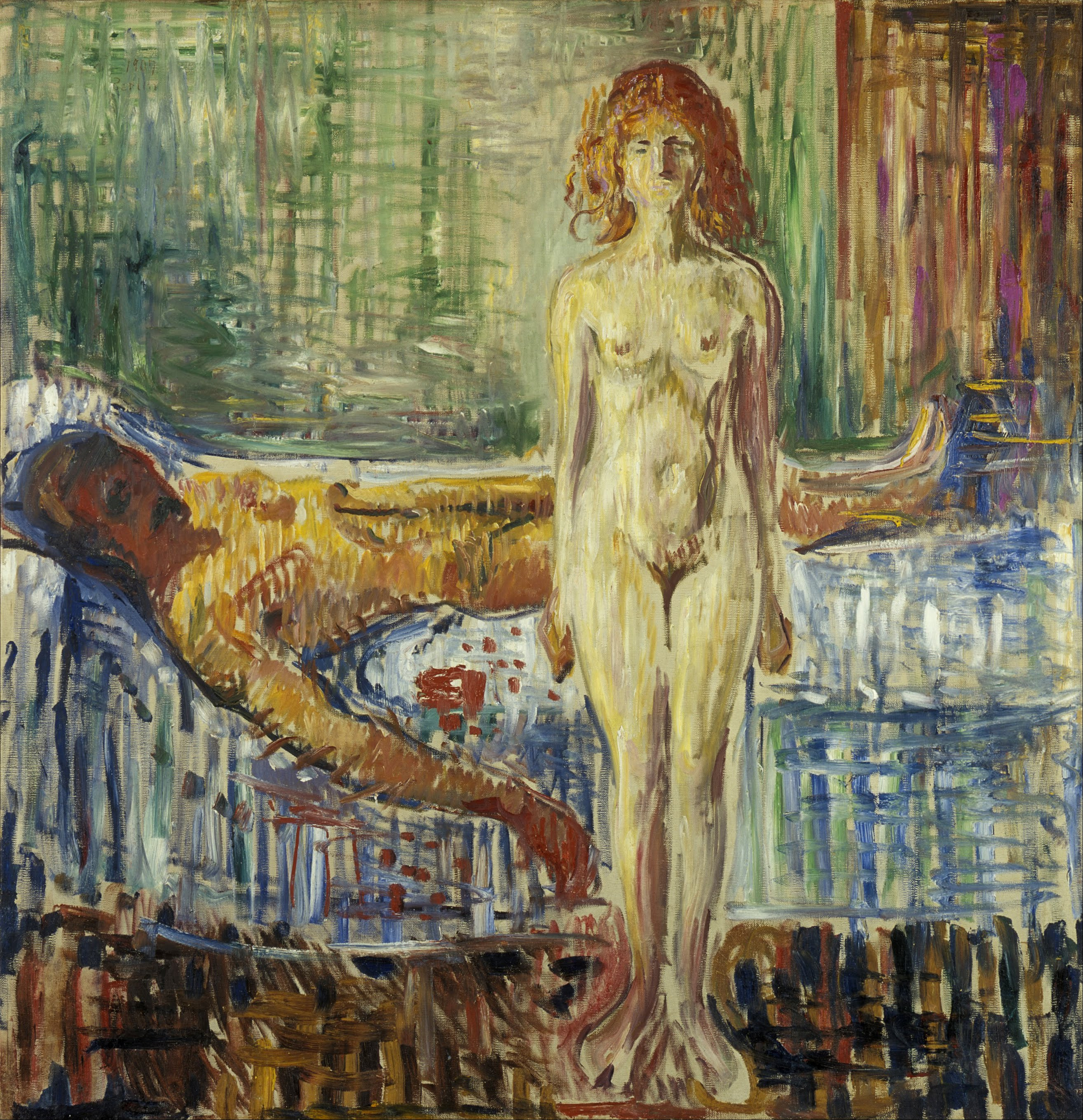
La Mort de Marat II (1907).
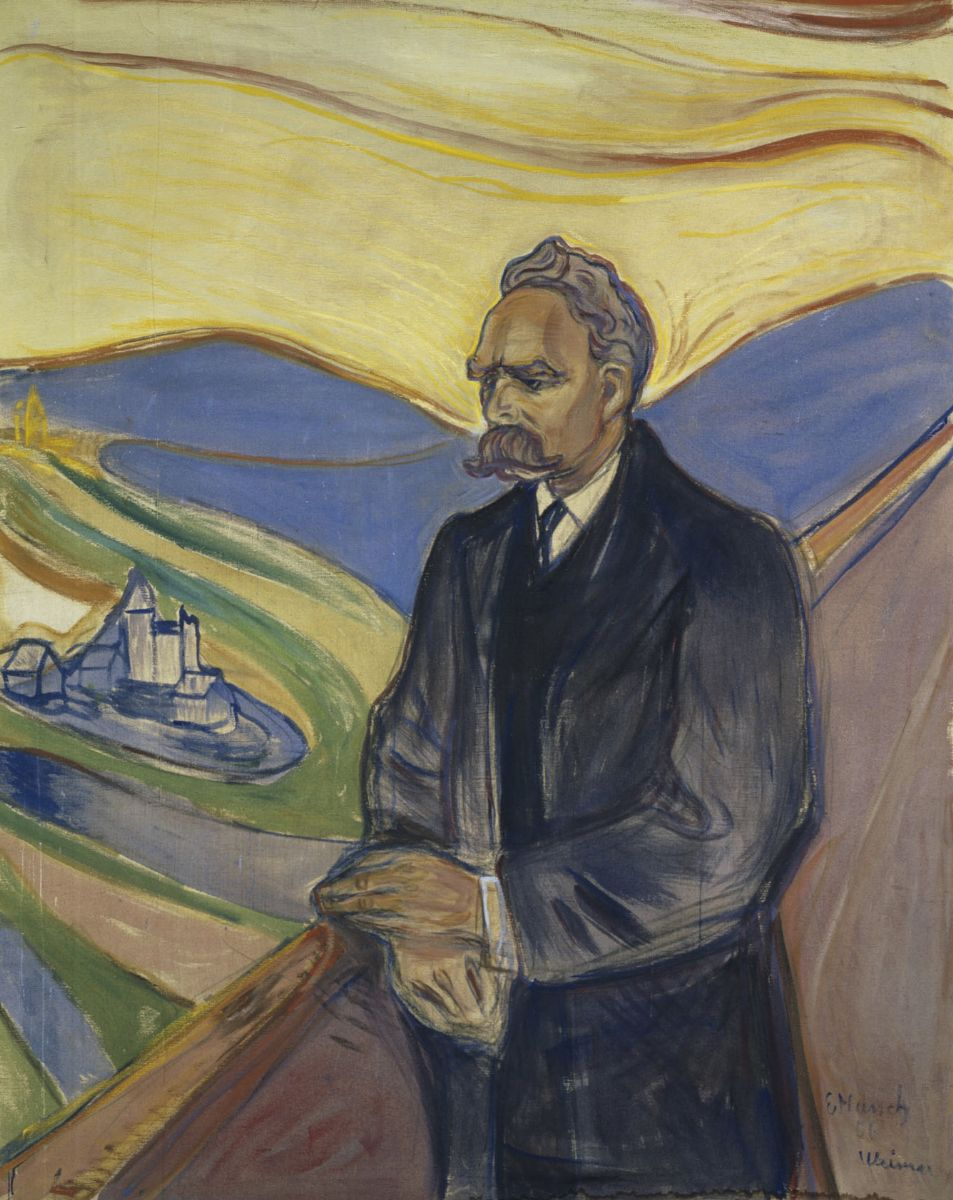
Friedrich Nietzsche (1906).
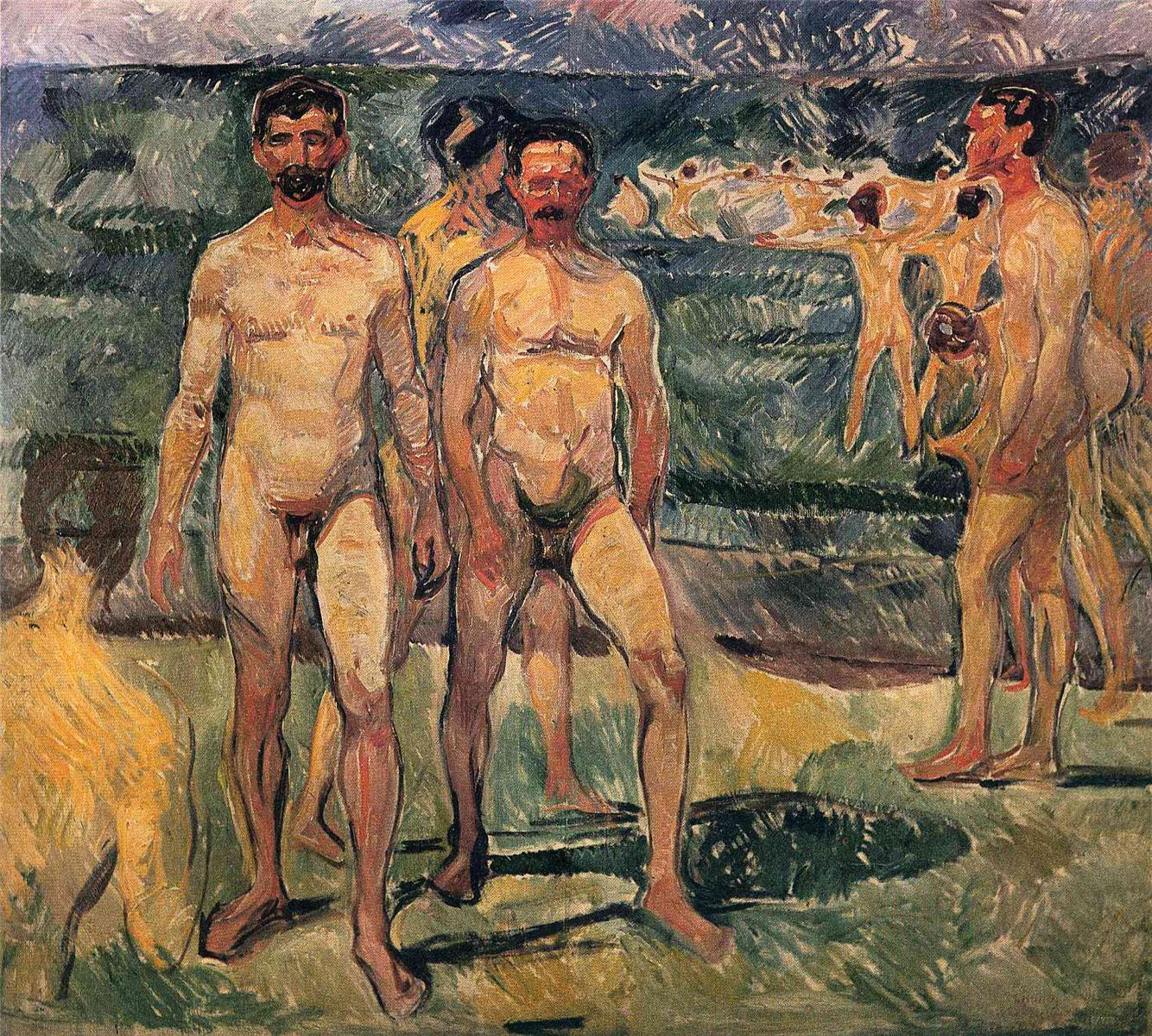
Hommes au bain (1907).

### Décès

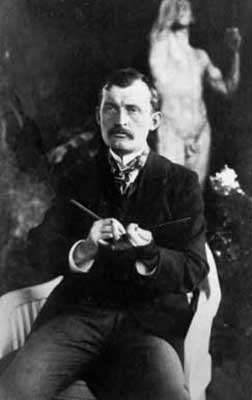
Edvard Munch dans le jardin de la villa Lindesche à Lübeck (1902).

Edvard Munch meurt à Ekely (de), dans sa propriété près d'Oslo, l'après-midi du 23 janvier 1944, des suites d'une pneumonie, un mois et quelques jours après ses 80 ans. Il avait fait don à la mairie d'Oslo après l'invasion allemande, le 18 avril 1940, de la plus grande partie de sa collection personnelle, environ un millier de tableaux, 4 500 dessins et aquarelles et six sculptures. Le legs définitivement finalisé en 1944 comprend aussi la totalité de l'œuvre graphique, photographique et cinématographique, les collections personnelles (cartes postales, livres, revues), ainsi que les propriétés et les biens fonciers, c'est-à-dire les maisons, les résidences secondaires et les terrains de l'artiste.
Paradoxalement, ses funérailles sont une grande commémoration publique orchestrée en fanfare par les autorités nazies norvégiennes, suivie de festivités et beuveries populaires en l'honneur du grand homme sous l'égide de la croix gammée.

### Honneurs
La ville d'Oslo construit quelques années après sa mort, en son honneur, le musée Munch ou Munchmuseet, inauguré en 1963 dans un parc verdoyant à Tøyen (en). La construction d'un nouveau musée est annoncée par la municipalité d'Oslo, le 28 mai 2013. Le musée Munch gère ainsi un vaste patrimoine munchien, une sorte de chantier émotionnel de l'artiste.
L'effigie d'Edvard Munch apparaît sur les billets de 1 000 couronnes norvégiennes.

## Œuvres

### Peinture
| |  |  |
| À gauche : Munch avec le portrait de Jappe Nilssen par Aksel Waldemar Johannessen (no). À droite : portrait de Jappe Nilssen (1909). |  |  |

L'artiste, au-delà de ses dessins, peintures, aquarelles, sculptures, laisse plus de treize mille pages manuscrites, partagées entre journaux intimes, correspondances, carnets de création artistique et annotations, notes et croquis commentés parfois sur feuilles volantes. Les manuscrits sont environnés ou mêlés indissociablement de couleurs, de dessins et d'esquisses. Tout se passe comme si les mots qui n'existent pas ou pas suffisamment dans l'esprit de l'auteur laissent place au dessin, au croquis, à l'art de représenter… de façon à dépasser les limites de la représentation ordinaire. Les phrases sont rares et concises, sans ponctuation mais avec des tirets qui suggèrent des pauses ou omettent des développements marqués d'évidence. Il s'agit d'un « flux de conscience », très similaire au monde de la création de Joyce, de micro-vagues d'émotion, d'expressions poussées par scansion, où l'art du design ou du dessin apparaît autour, sous ou dedans, le texte signifiant.
Cette écriture trop pleine de significations et de figurations esthétiques a été parfois décriée comme celle d'un fou ou, à défaut, comme une folie créatrice en mouvement. Même si Edvard s'exprime souvent à la troisième personne du singulier en parlant de lui, cette écriture lucide et remarquablement illustrée cartographie un état mental en bonne santé. Par contre, la part la plus sombre de l'artiste reste bien dans son travail de destruction parfois systématique de ses tableaux, car parfois, en les exposant aux intempéries ou en les amassant dans des endroits impensables, c'est-à-dire en leur faisant subir l’hestekur, ou « traitement de cheval », l'artiste semble attendre un jugement de Dieu, alors que leur sauvegarde providentielle ne provient que d'un positionnement chanceux ou d'une protection hasardeuse.
Le Cri (Skrik, 1893) est probablement son œuvre la plus connue. Comme dans le cas de beaucoup de ses œuvres, il en a peint plusieurs versions (cinq) possédées par des collectionneurs. Le Cri est une pièce de la série La Frise de la Vie, que Munch a assemblée au tournant du siècle ; il traite d'une manière récurrente des thèmes de la vie, de l'amour, de la peur et de la mort.
La collection la plus importante de ses œuvres se trouve au Munchmuseet (le musée Munch) à Tøyen (en) (quartier résidentiel du centre d'Oslo). Quelques-unes de ses peintures se trouvent à la Nasjonalgalleriet, la galerie nationale d'Oslo. Le bar Dagligstuen de l’Hôtel Continental d'Oslo possède de nombreuses impressions.
Une version du Cri et une version de La Madone ont été volées  le 22 août 2004 au musée Munch d'Oslo. Ces deux tableaux, estimés à l'époque à environ 100 millions de dollars, ont été retrouvés par la police norvégienne, le 31 août 2006. 
Le 2 mai 2012, une des versions du Cri a été vendue à 107 millions de dollars (119,9 millions frais compris) ce qui en fait, à l'époque, l’œuvre d'art la plus chère du monde,.

### Écrits
- (en) J. Gill Holland (éditeur et traducteur) (trad. The Private Journals of Edvard Munch : Nous sommes des flammes qui jaillissent de la terre, préf. Frank Høifødt), The Private Journals of Edvard Munch : We are flames which pour out of the earth, The University of Wisconsin Press (Terrace book), J. Gill Holland, 2005, 224 p. (ISBN 978-0-299-19814-5, lire en ligne).
- Edvard Munch (trad. Jean-Luc Ben Ayoun, édition illustrée), Carnets de l'âme, Casimiro, 2022, 80 p. (ISBN 978-8-4179-3058-5).

## Rétrospectives (sélection)
- « Edvard Munch ou l'Anti-Cri », Pinacothèque de Paris, du 19 février au 8 août 2010[11].
- « Edvard Munch, l'œil moderne », Centre national d'art et de culture Georges-Pompidou, du 21 septembre 2011 au 9 janvier 2012[12].
- « L'univers d'Edvard Munch », musée des beaux-arts de Caen, du 5 novembre 2011 au 22 janvier 2012[13].
- « Edvard Munch : The Modern Eye », Tate Modern, Londres, 2012[14].
- « Munch150 », Nasjonalgalleriet et musée Munch, Oslo, du 2 juin 2013 au 13 octobre 2013[15]. Pour le 150e anniversaire de la naissance d’Edvard Munch.
- « Edvard Munch. Un poème de vie, d'amour et de mort », Musée d'Orsay, du 20 septembre 2022 au 22 janvier 2023[16].